# Novaculichthys
Novaculichthys – rodzaj ryb okoniokształtnych z rodziny wargaczowatych.

## Klasyfikacja
Gatunki zaliczane do tego rodzaju:
- Novaculichthys macrolepidotus
- Novaculichthys taeniourus
- Novaculichthys woodi